# Barbaři - Neotřelý pohled na dějiny Římské říše
V knize Barbaři – Neotřelý pohled na dějiny Římské říše se autoři Terry Jones a Alan Ereira pokusili vyvrátit obecně zažitou představu, že Římané ostatní národy výrazně převyšovali, a proto se jim podařilo vytvořit velké impérium. Tento názor se podle nich rozšířil, neboť většina historických pramenů byla vytvořena samotnými Římany. Publikace, která doprovází stejnojmenný seriál televize BBC, přibližuje méně známé aspekty z dějin Říma.